# SC Corinthians Paulista (női csapat)
A Sport Club Corinthians Paulista (rövidebb nevén Corinthians) női szakosztályát 1997-ben hozták létre São Pauloban. A Paulista bajnokság és a Série A1 küzdelmeiben vesz részt.

## Klubtörténet
A Brazil labdarúgó-szövetség (CBF), a válogatott 1996-os olimpiai szereplése után kérte fel az ország nagy múltú labdarúgócsapatait egy női szakág létrehozására.
Az Alvinegrók első idényükben a tabella negyedik helyén végeztek, de a következő években elmaradtak az eredmények. A 2007-es szezon befejeztével a CBF megszüntette a bajnokságot és a Copa do Brasil küzdelmeibe sorolta klubjait, a Corinthians azonban a sikertelenségre hivatkozva felszámolta női részlegét.
2015-ben a Grêmio Osasco Audax együttesével kötöttek megállapodást és Corinthians Audax néven előbb az állami bajnokságban mutatkoztak be, majd a 2016-os Copa do Brasil sorozatát megnyerve egy évvel később indulhattak a Libertadores kupában. A tornán veretlenül jutottak a döntőbe, ahol a Colo-Colo gárdáját tizenegyes rúgásokkal múlták felül. A szezon végén a társulás lezárult, létrehozva ezzel újra a Corinthians női szakosztályát.
A 2017-es pontvadászatban csoportjuk élén végeztek, majd az egyenes kieséses szakasz után a döntőben maradtak alul a Santos ellen. Egy esztendőt követően azonban már a magasba emelhették első bajnoki trófeájukat, mindössze egy vereséget lekönyvelve a kiírásban.
Ekkorra már a komoly játékerőt képviselő klub Brazília egyik legmeghatározóbb csapataként indult a Série A1 sorozataiban, 2019-ben viszont tizenegyesekkel bukták el a döntőt, ahol a Ferroviária bizonyult jobbnak. 2020-ban meggyőző fölénnyel gyűjtötték be második bajnoki címüket, az év csapatába pedig öt játékost adtak.

## Sikerlista

### Hazai
Brazil bajnok (2): 2018, 2020
 Brazil kupagyőztes (1): 2016

### Állami
Paulista bajnok (2): 2019, 2020

### Nemzetközi
Copa Libertadores győztes (2): 2017, 2019

## Játékoskeret
2021. február 6-tól
| #  |     | Poszt | Név               |
| -- | --- | ----- | ----------------- |
| 1  | BRA | K     | Tainá             |
| 12 | BRA | K     | Kemelli           |
| 23 | BRA | K     | Paty              |
| 62 | BRA | K     | Isa Cruz          |
| 97 | BRA | K     | Natascha Honegger |
| 2  | BRA | V     | Katiuscia         |
| 3  | BRA | V     | Pardal            |
| 4  | BRA | V     | Giovanna Campiolo |
| 21 | BRA | V     | Paulinha          |
| 22 | BRA | V     | Poliana           |
| 37 | BRA | V     | Tamires           |
| 71 | BRA | V     | Yasmim            |
| 99 | BRA | V     | Érika             |
| 5  | BRA | KP    | Ingryd            |

| #  |     | Poszt | Név                |
| -- | --- | ----- | ------------------ |
| 6  | BRA | KP    | Juliete            |
| 7  | BRA | KP    | Grazielle          |
| 8  | BRA | KP    | Diany              |
| 10 | BRA | KP    | Gabi Zanotti       |
| 17 | BRA | KP    | Victória           |
| 20 | BRA | KP    | Andressinha        |
| 9  | BRA | CS    | Jheniffer          |
| 11 | BRA | CS    | Gabi Nunes         |
| 13 | BRA | CS    | Cacau              |
| 15 | BRA | CS    | Miriã              |
| 16 | BRA | CS    | Adriana            |
| 18 | BRA | CS    | Gabi Portilho      |
| 19 | BRA | CS    | Giovanna Crivelari |
| 77 | BRA | CS    | Bianca Gomes       |

## Korábbi híres játékosok
| - Adriane - Byanca Brasil - Alline Calandrini - Cristiane - Milene Domingues - Fabiana - Francielle - Geyse - Gislaine - Jucinara | - Lelê - Marcinha - Mayara - Millene - Mônica - Renata Costa - Rosana - Gabi Zanotti - Tiga - Dulce |